# Günter Seeber
Günter Seeber (* 10. Februar 1941 in Rastenburg, Ostpreußen) ist Geodät an der Universität Hannover und weltweit einer der bekanntesten Fachleute für Satellitengeodäsie.

## Leben
Seeber studierte ab 1960 Mathematik, Astronomie und Geodäsie an den Universitäten Münster und Bonn. Nach dem Diplom 1965, einem Studienaufenthalt am Institut géographique national in Paris und der Referendarzeit mit 2. Staatsprüfung im Fach Vermessungswesen wurde er 1969 Wissenschaftlicher Mitarbeiter am Geodätischen Institut der Universität Bonn, wo er die Satellitenbeobachtungsstation Todenfeld aufbaute, ein Vorlesungskonzept zur Satellitengeodäsie entwickelte und 1972 mit einem Thema zur Kosmischen Geodäsie bei den Professoren Walter Hofmann und Helmut Wolf promovierte.
1973 wurde Seeber auf die Professur für Geodätische Astronomie und Satellitengeodäsie am Institut für Theoretische Geodäsie der TU Hannover (jetzt Institut für Erdmessung (IFE) der Leibniz Universität Hannover) berufen und mit der Leitung der Astronomischen Station der Universität betraut. Dort widmete er sich verstärkt der Nutzung künstlicher Erdsatelliten für Zwecke der Positionsbestimmung und Navigation und beschäftigte sich als einer der Ersten in Deutschland seit 1978 mit dem Global Positioning System (GPS). Im Jahre 1983 erregte er Aufmerksamkeit in der Weltpresse durch die Ankündigung eines miniaturisierten Navigationssystems (heutiges „Navi“) etwa bis zum Jahr 1990 (z. B. FAZ, Boston Globe, O Globo (Brasilien), 19. August 1983). Auf dem Gebiet der Geodätischen Astronomie griff er um 2000 das klassische Konzept der Transportablen Zenitkameras mit moderner CCD Technologie wieder auf.
Weithin bekannt wurde Seeber durch sein Lehrbuch Satellitengeodäsie, in dem die Grundlagen des GPS erstmals unter gleichnamigen Fachbüchern detailliert dargelegt wurden und das 1989 bei de Gruyter erschien und in späteren Auflagen zum Standardwerk geworden ist. Die englische Ausgabe erschien 2004 in 2. Auflage, eine Übersetzung in das Chinesische erschien 1998.
Seeber hält regelmäßig Gastvorträge und Vorlesungsreihen zu Themen der Satellitengeodäsie im Ausland, vorwiegend in Südamerika. Im Jahre 2003 verlieh ihm die Bundesuniversität von Paraná in Curitiba für seine Verdienste um die Entwicklung der geodätischen Wissenschaften in Brasilien die Würde eines Professor honoris causa.
Eine seltene Ehre wurde ihm durch Benennung eines Asteroiden zuteil: Auf Vorschlag des Entdeckers Lutz D. Schmadel taufte die Internationale Astronomische Union (IAU) am 15. Dezember 2005 einen Kleinplaneten, der bislang die provisorische Bezeichnung „1992 TK10“ trug, auf den Namen „19993 Günterseeber“.
Seeber wohnt in Garbsen.

## Schriften
- Satellitengeodäsie: Grundlagen, Methoden und Anwendungen. De Gruyter, Berlin 1989, ISBN 3-11-010082-7.
- Satellite Geodesy: Foundation, Methods, and Application. De Gruyter, Berlin 1993, ISBN 3-11-012753-9; 2. Auflage 2003, ISBN 3-11-017549-5.